# 塔拉哈西 (喬治亞州)
塔拉哈西（英語：Tallahassee）是位於美國喬治亞州傑夫·戴維斯縣的一個非建制地區。該地的面積和人口皆未知。

## 地理
塔拉哈西的座標為31°55′09″N 82°34′08″W / 31.91917°N 82.56889°W，而該地的平均海拔高度為63米（即207英尺）。